# یواس‌سی‌جی‌سی دپندیبل (دبلیوام‌ئی‌سی-۶۲۶)
یواس‌سی‌جی‌سی دپندیبل (دبلیوام‌ئی‌سی-۶۲۶) (به انگلیسی: USCGC Dependable (WMEC-626)) یک کشتی بود که طول آن ۲۱۰ فوت ۶ اینچ (۶۴٫۱۶ متر) بود. این کشتی در سال ۱۹۶۸ ساخته شد.